# Mens Sana Basket 2013-2014
Questa voce raccoglie le informazioni riguardanti la Mens Sana Basket nelle competizioni ufficiali della stagione 2013-2014.

## Stagione
La stagione 2013-2014 della Mens Sana Basket, sponsorizzata Montepaschi, è la 37ª in Serie A. Il club senese, inoltre, partecipa per l'11ª volta all'Eurolega, per la 8ª volta alla Supercoppa italiana.
Il 4 luglio si è tenuto il sorteggio per la composizione dei gironi della Regular Season di Eurolega e la Mens Sana è stata inserita nel Girone C insieme ai greci dell'Olympiakos, agli spagnoli del Málaga, ai turchi del Galatasaray, ai polacchi dello Zielona Góra e ai tedeschi del Bayern Monaco.
Il 19 luglio viene annunciato il nuovo allenatore: si tratta di Marco Crespi, l'anno precedente vice-allenatore di Luca Banchi, andato ad allenare l'Olimpia Milano.
La stagione inizia ufficialmente il 26 agosto con lo svolgimento del primo allenamento.

Il 30 agosto comunica l'ingaggio dell'ala piccola Jeff Viggiano e il prolungamento fino al 2015 del contratto con Tomas Ress.

Finita la prima parte della preparazione, il 1º settembre la squadra si sposta a Bormio dove il 5 settembre batte gli svizzeri del SAM Massagno 113-60. Sempre nella località valtellinese il giorno seguente affronta e sconfigge i turchi del Galatasaray 82-72.
L'8 settembre, questa volta a Sondrio sconfigge la Pall. Varese 90-82

Il 14 settembre la squadra viene presentata ai tifosi a Siena. Subito dopo la presentazione la squadra scende in campo per l'8º Memorial Bellaveglia nel quale viene battuta dal CSKA Mosca 73-47.

Il 17 settembre a Lucca sconfigge la Pall. Lucca 93-81.
Il 21 e 22 settembre ha preso parte ad Olbia al 1º Torneo Internazionale Geovillage dove è stata sconfitta nella semifinale dal Galatasaray 73-63, ma nella finalina ha sconfitto la Pall. Varese 83-75, che nella propria semifinale era stata sconfitta dalla Dinamo Sassari 98-81. Il Torneo se lo è aggiudicato la squadra sarda che ha sconfitto i turchi 79-75.
Il 27 e 28 settembre, sempre in Sardegna, ma questa volta a Cagliari, prende parte al 3º Torneo City of Cagliari che si aggiudica sconfiggendo, nell'ordine, la Dinamo Sassari 75-66 e il Galatasaray 73-62. La finale di consolazione ha visto prevalere la Dinamo Sassari sul Kr. Kryl. Samara 69-55 che, a sua volta, era stato sconfitto nella semifinale dal Galatasaray 74-72.

Il pre-campionato si è concluso il 4 ottobre a Montecatini Terme battendo la Juvecaserta 82-78.
Il primo appuntamento ufficiale della stagione è stato l'8 ottobre con la finale di Supercoppa italiana nella quale ha battuto la Pall. Varese 88-61.
Il 21 febbraio il Consiglio d'Amministrazione non approva il bilancio e la società viene posta in liquidazione.
Il 15 marzo la società comunica l'avvenuta risoluzione consensuale del contratto con il General Manager Ferdinando Minucci.

## Roster

### Staff tecnico e dirigenziale
- Allenatore: Marco Crespi
- Vice Allenatore: Alessandro Magro
- Assistente: Luca Robledo
- Assistente: Francesco Papi
- Preparatore Atletico: Carlo Voltolini
- Preparatore Atletico: Maurizio Forconi
- Medico: Cosetta Meniconi
- Consulente: Giuseppe Catanese
- Fisioterapista: Lorenzo Nuti
- Fisioterapista: Sebastiano Cencini
- Fisioterapista: Matteo Mugnaioli
- Agopunturista: Cecilia Lucenti
- Nutrizionista: Guido Porcellini

- Legale rappresentante: Egidio Bianchi (dal 21 febbraio)
- Presidente: Cesare Lazzeroni (fino al 21 febbraio)
- Vicepresidente: Luca Ciurlia (fino al 21 febbraio)
- Amministratore Delegato: Luca Anselmi (fino al 21 febbraio)
- General Manager: Ferdinando Minucci (fino al 13 marzo)
- Segretario Generale: Olga Finetti
- Direttore Sportivo: Jacopo Menghetti
- Team Manager: Riccardo Caliani
- Relazioni internazionali: Joanna Brett Martin
- Relazioni con la Cina: Xiaoke Zhong
- Relazioni con il Brasile: Andrè Germano
- Pubbliche Relazioni e Ufficio Stampa: Ylenia Girolami
- Segreteria: Serena Marchi
- Segreteria: Marco Cubattoli
- Biglietteria: Benedetta Collini
- Marketing, Organizzazione e Pubblicità: Agenzia Best Solutions
- Coordinatore Progetto Eurolega a Firenze: Matteo Borsi
- Consulente Sviluppo Progetto Eurolega a Firenze: Gino Natali
- Resp.le sito Internet: Erika Fabbrini
- Resp.le statistiche Lega: Stefano Galli
- Resp.le Organizzativo Sett. Giovanile: Marcello Billi
- Resp.le Tecnico Sett. Giovanile: Michele Catalani

## Mercato
| Arrivi | Arrivi           | Arrivi               | Arrivi        |
| R      | Nome             | da                   | Modalità      |
| ------ | ---------------- | -------------------- | ------------- |
| AP     | Josh Carter      | Sptk. S. Pietroburgo | definitivo    |
| PG     | Erick Green      | Virg. Tech Hokies    | definitivo    |
| G      | Kim English      | Detroit Pistons      | definitivo    |
| P      | Taylor Rochestie | Pall. Biella         | definitivo    |
| C      | Othello Hunter   | Jiangsu Dragons      | definitivo    |
| AG     | Spencer Nelson   | Gran Canaria         | definitivo    |
| AP     | Jeff Viggiano    | N.B. Brindisi        | definitivo    |
| P      | David Cournooh   | B.blù Bologna        | fine prestito |
| G      | Mattia Udom      | Affrico Firenze      | fine prestito |

| Partenze | Partenze           | Partenze         | Partenze                  |
| R        | Nome               | a                | Modalità                  |
| -------- | ------------------ | ---------------- | ------------------------- |
| C        | Benjamin Eze       | Dinamo Sassari   | risoluzione del contratto |
| AP       | David Moss         | Olimpia Milano   | risoluzione del contratto |
| G        | Matt Janning       | Cibona Zagabria  | fine contratto            |
| P        | Bobby Brown        | Dong. Leopards   | fine contratto            |
| C        | Luca Lechthaler    | Aquila Trento    | fine contratto            |
| AC       | Kristjan Kangur    | Olimpia Milano   | fine contratto            |
| GA       | Marco Carraretto   | Scaligera Verona | risoluzione del contratto |
| GA       | Dionte Christmas   | Phoenix Suns     | fine contratto            |
| AG       | Vikt'or Sanik'idze | Saragozza        | risoluzione del contratto |
| P        | Aleksandar Rašić   | TED Ankara       | fine contratto            |

## Risultati

### Serie A

#### Regular season

##### Girone di andata
| Arbitri: | Rossi (Anghiari) Martolini (Roma) Aronne (Viterbo) |

|                                               |            |                                |
| English 22 Carter 18 Hunter, Nelson, Green 12 | Punti      | 25 Rich 17 Špralja 14 Woodside |
| Nelson 5                                      | Assist     | 5 Chase                        |
| Nelson 15                                     | Rimbalzi   | 8 Špralja                      |
| Marco Crespi                                  | Allenatori | Luigi Gresta                   |

| Arbitri: | Baldini (Firenze) Borgioni (Roma) Calbucci (Pomezia) |

|                                |            |                                 |
| Bell 22 Cinciarini 10 White 10 | Punti      | 18 Carter 12 Viggiano 9 Hackett |
| Filloy, Karl 2                 | Assist     | 5 Hackett                       |
| White, Brunner, Cervi 9        | Rimbalzi   | 5 Carter                        |
| Massimiliano Menetti           | Allenatori | Marco Crespi                    |

| Arbitri: | Cerebuch (Trieste) Di Francesco (Teramo) Taurino (Vignola) |

|                                    |            |                               |
| Rochestie 18 Viggiano 15 Ortner 11 | Punti      | 20 Ware 20 Walsh 13 Gaddefors |
| Rochestie 8                        | Assist     | 4 Walsh                       |
| Hunter, English 5                  | Rimbalzi   | 8 Walsh                       |
| Marco Crespi                       | Allenatori | Luca Bechi                    |

| Arbitri: | Martolini (Roma) Biggi (Cassina de' Pecchi) Lo Guzzo (Pisa) |

|                                 |            |                                   |
| Trasolini 13 Turner 13 Musso 12 | Punti      | 20 Hackett 16 Cournooh 14 English |
| B. Musso, Amici, Turner 2       | Assist     | 6 Hackett                         |
| Anosike 13                      | Rimbalzi   | 6 Hunter, English                 |
| Sandro Dell'Agnello             | Allenatori | Marco Crespi                      |

| Arbitri: | Paternicò (Piazza Armerina) Sahin (Messina) Di Francesco (Teramo) |

|                                 |            |                                 |
| Carter 21 Cournooh 10 Hackett 9 | Punti      | 13 Giachetti 9 Rosselli 8 Smith |
| Hackett 7                       | Assist     | 5 Vitali                        |
| Hunter 12                       | Rimbalzi   | 5 Taylor                        |
| Marco Crespi                    | Allenatori | Andrea Mazzon                   |

| Arbitri: | Lanzarini (Bologna) Aronne (Viterbo) Rossi (Anghiari) |

|                                  |            |                                  |
| Viggiano 17 Carter 14 Hackett 14 | Punti      | 18 Mayo 14 Cinciarini 13 Collins |
| Hackett 4                        | Assist     | 2 Cinciarini, Mayo, Collins      |
| Hackett 8                        | Rimbalzi   | 13 Mazzola                       |
| Marco Crespi                     | Allenatori | Charlie Recalcati                |

| Arbitri: | Sahin (Messina) Chiari (Ponzano Veneto) Biggi (Cassina de' Pecchi) |

|                               |            |                                |
| Jenkins 16 Gentile 16 Uter 14 | Punti      | 25 Hackett 17 Hunter 15 Carter |
| Ragland 7                     | Assist     | 8 Hackett                      |
| Leunen 8                      | Rimbalzi   | 7 Hackett                      |
| Pino Sacripanti               | Allenatori | Marco Crespi                   |

| Arbitri: | Sabetta (Termoli) Paglialunga (Massafra) Quarta (Rivalta di Torino) |

|                                                     |            |                                            |
| D. Hackett 18 T. Ress 14 O. Hunter, T. Rochestie 10 | Punti      | 16 J. Johnson 15 B. Wanamaker 15 K. Gibson |
| D. Hackett 9                                        | Assist     | 8 B. Wanamaker                             |
| O. Hunter 8                                         | Rimbalzi   | 7 J. Johnson                               |
| Marco Crespi                                        | Allenatori | Paolo Moretti                              |

| Arbitri: | Lanzarini (Bologna) Sahin (Messina) Aronne (Viterbo) |

|                                           |            |                                           |
| K. Ivanov 19 D. Cavaliero 14 W. Thomas 12 | Punti      | 26 D. Hackett 16 O. Hunter 12 J. Viggiano |
| K. Ivanov 4                               | Assist     | 4 D. Hackett                              |
| W. Thomas 8                               | Rimbalzi   | 16 O. Hunter                              |
| Frank Vitucci                             | Allenatori | Marco Crespi                              |

| Arbitri: | Mattioli (Pesaro) Vicino (Argelato) Terreni (Vicenza) |

|                                         |            |                                      |
| D. Cournooh 21 E. Green 14 O. Hunter 13 | Punti      | 22 P. Goss 16 Q. Hosley 11 T. Mbakwe |
| T. Rochestie 3                          | Assist     | 4 Q. Hosley                          |
| O. Hunter 12                            | Rimbalzi   | 12 T. Mbakwe                         |
| Marco Crespi                            | Allenatori | Luca Dalmonte                        |

| Arbitri: | Paglialunga (Massafra) Bettini (Bologna) Quarta (Rivalta di Torino) |

|                                       |            |                                        |
| C. Green 20 O. Thomas 12 D. Diener 10 | Punti      | 15 J. Carter 10 D. Cournooh 8 E. Green |
| T. Diener 4                           | Assist     | 2 T. Rochestie, J. Carter, E. Green    |
| C. Green 8                            | Rimbalzi   | 7 T. Ress                              |
| Meo Sacchetti                         | Allenatori | Marco Crespi                           |

| Arbitri: | Caiazza (Arzano) Sahin (Messina) Martolini (Roma) |

|                                           |            |                                                    |
| E. Green 26 J. Viggiano 15 T. Rochestie 8 | Punti      | 19 J. Brooks 15 M. Vitali 14 C. Roberts, S. Hannah |
| T. Rochestie, E. Green 3                  | Assist     | 8 S. Hannah                                        |
| J. Viggiano, B. Ortner, S. Nelson 5       | Rimbalzi   | 7 J. Brooks                                        |
| Marco Crespi                              | Allenatori | Emanuele Molin                                     |

| Arbitri: | Lanzarini (Bologna) Borgioni (Roma) Terreni (Vicenza) |

|                                             |            |                                                                  |
| D. James 15 M. Snaer 14 J. Dyson 12         | Punti      | 15 D. Cournooh 14 S. Nelson 9 J. Viggiano, T. Rochestie, T. Ress |
| D. James, J. Dyson, M. Snaer, F. Campbell 2 | Assist     | 3 T. Rochestie                                                   |
| D. James 8                                  | Rimbalzi   | 7 J. Carter                                                      |
| Piero Bucchi                                | Allenatori | Marco Crespi                                                     |

| Arbitri: | Taurino (Vignola) Bartoli (Trieste) Sardella (Rimini) |

|                                        |            |                                                |
| M. Haynes 24 O. Hunter 17 J. Carter 11 | Punti      | 24 A. Banks 19 K. Clark 12 E. Ere, A. Polonara |
| M. Haynes 6                            | Assist     | 4 K. Clark                                     |
| O. Hunter 8                            | Rimbalzi   | 7 A. Polonara                                  |
| Marco Crespi                           | Allenatori | Fabrizio Frates                                |

| Arbitri: | Mattioli (Pesaro) Terreni (Vicenza) Seghetti (Vicenza) |

|                                                  |            |                                        |
| K. Langford 20 D. Moss 16 D. Hackett, G. Lawal 8 | Punti      | 12 O. Hunter 12 M. Haynes 10 J. Carter |
| D. Hackett 4                                     | Assist     | 2 M. Haynes                            |
| G. Lawal 9                                       | Rimbalzi   | 10 O. Hunter                           |
| Luca Banchi                                      | Allenatori | Marco Crespi                           |

##### Girone di ritorno
| Arbitri: | Martolini (Roma) Bartoli (Trieste) Biggi (Cassina de' Pecchi) |

|                                          |            |                                      |
| B. Woodside 19 J. Jackson 17 C. Kelly 13 | Punti      | 12 J. Carter 10 E. Green 9 B. Ortner |
| B. Woodside 5                            | Assist     | 3 M. Haynes                          |
| D. Zavackas                              | Rimbalzi   | 8 S. Nelson                          |
| Cesare Pancotto                          | Allenatori | Marco Crespi                         |

| Arbitri: | Sahin (Messina) Paglialunga (Massafra) Quarta (Rivalta di Torino) |

|                                                   |            |                                             |
| E. Green 16 D. Cournooh 11 M. Haynes, J. Carter 9 | Punti      | 15 R. Kaukėnas 13 A. Cinciarini 12 J. White |
| T. Ress, B. Ortner 3                              | Assist     | 4 A. Cinciarini                             |
| B. Ortner 9                                       | Rimbalzi   | 9 G. Brunner                                |
| Marco Crespi                                      | Allenatori | Max Menetti                                 |

| Arbitri: | Cerebuch (Trieste) Vicino (Argelato) Bettini (Bologna) |

|                                  |            |                                        |
| C. Ware 17 B. Motum 15 S. King 8 | Punti      | 13 E. Green 11 D. Cournooh 8 M. Haynes |
| D. Hardy 4                       | Assist     | 2 T. Ress                              |
| B. Motum 12                      | Rimbalzi   | 14 B. Ortner                           |
| Giorgio Valli                    | Allenatori | Marco Crespi                           |

| Arbitri: | Chiari (Ponzano Veneto) Martolini (Roma) Di Francesco (Teramo) |

|                                      |            |                                                      |
| E. Green 34 M. Haynes 14 J. Carter 9 | Punti      | 26 E. Tuner 16 O.D. Anosike 8 M. Trasolini, P. Petty |
| M. Haynes 4                          | Assist     | 3 E. Turner                                          |
| B. Ortner                            | Rimbalzi   | 10 O.D. Anosike                                      |
| Marco Crespi                         | Allenatori | Sandro Dell'Agnello                                  |

| Arbitri: | Sabetta (Termoli) Terreni (Vicenza) Borgioni (Roma) |

|                                       |            |                                        |
| A. Smith 20 H. Perić 11 A. Johnson 10 | Punti      | 23 J. Carter 12 S. Nelson 10 M. Haynes |
| A. Johnson 5                          | Assist     | 3 M. Haynes, J. Carter, M. Janning     |
| H. Perić 9                            | Rimbalzi   | 6 O. Hunter                            |
| Zare Markovski                        | Allenatori | Marco Crespi                           |

| Arbitri: | Biggi (Cassina de' Pecchi) Bartoli (Trieste) Aronne (Viterbo) |

|                                                       |            |                                         |
| Ž. Šakić 14 D. Cinciarini 13 L. Campani, V. Mazzola 6 | Punti      | 16 E. Green 14 M. Haynes 10 J. Viggiano |
| D. Lauwers 4                                          | Assist     | 3 M. Haynes                             |
| L. Campani 6                                          | Rimbalzi   | 8 M. Janning                            |
| Charlie Recalcati                                     | Allenatori | Marco Crespi                            |

| Arbitri: | Paternicò (Piazza Armerina) Begnis (Crema) Dino Seghetti (Livorno) |

|                                                           |            |                                         |
| M. Janning 20 M. Haynes 9 J. Carter, T. Ress, S. Nelson 8 | Punti      | 14 J. Ragland 11 M. Jenkins 10 M. Jones |
| M. Haynes 5                                               | Assist     | 4 J. Ragland                            |
| S. Nelson 10                                              | Rimbalzi   | 8 P. Aradori                            |
| Marco Crespi                                              | Allenatori | Pino Sacripanti                         |

| Arbitri: | Mattioli (Pesaro) Lo Guzzo (Pisa) Quarta (Rivalta di Torino) |

|                                           |            |                                       |
| B. Wanamaker 19 K. Gybson 16 E. Daniel 13 | Punti      | 15 M. Haynes 15 E. Green 13 S. Nelson |
| B. Wanamaker 6                            | Assist     | 4 M. Haynes, J. Carter, S. Nelson     |
| E. Daniel 12                              | Rimbalzi   | 9 S. Nelson                           |
| Paolo Moretti                             | Allenatori | Marco Crespi                          |

| Siena 23 marzo 2014, ore 18:15 UTC+1 9ª giornata | Mens Sana Siena | 91 – 76 referto | Scandone Avellino | PalaEstra |

| Roma 30 marzo 2014, ore 18:15 UTC+2 10ª giornata | Virtus Roma | 89 – 93 referto | Mens Sana Siena | Palazzetto dello Sport |

| Siena 6 aprile 2014, ore 18:15 UTC+2 11ª giornata | Mens Sana Siena | 82 – 81 referto | Dinamo Sassari | PalaEstra |

| Castel Morrone 19 aprile 2014, ore 18:15 UTC+2 12ª giornata | Juvecaserta | 78 – 76 referto | Mens Sana Siena | PalaMaggiò |

| Siena 27 aprile 2014, ore 18:15 UTC+2 13ª giornata | Mens Sana Siena | 84 – 66 referto | N.B. Brindisi | PalaEstra |

| Masnago 4 maggio 2014, ore 18:15 UTC+2 14ª giornata | Pall. Varese | 71 – 80 referto | Mens Sana Siena | PalaWhirlpool |

| Arbitri: | Taurino (Vignola) Chiari (Ponzano Veneto) Morelli (Brindisi) |

|                                           |            |                                            |
| D. Cournooh 14 M. Haynes 13 M. Janning 11 | Punti      | 23 S. Samuels 19 A. Gentile 15 C. Jerrells |
| M. Haynes 6                               | Assist     | 3 N. Melli                                 |
| O. Hunter 4                               | Rimbalzi   | 8 D. Moss                                  |
| Marco Crespi                              | Allenatori | Luca Banchi                                |

#### Play-off
I Quarti di Finale si giocano al meglio delle 5 partite. La squadra con il miglior piazzamento in classifica al termine della stagione regolare gioca in casa gara-1, gara-2 e la eventuale gara-5.

Le Semifinali e la Finale, invece, si giocano al meglio delle 7 partite. La squadra con il miglior piazzamento al termine della stagione regolare gioca in casa gara-1, gara-2 e le eventuali gara-5 e gara-7.
|   | Quarti di finale | G1 | G2 | G3 | G4 | G5 |
| - | ---------------- | -- | -- | -- | -- | -- |
| 2 | Mens Sana Siena  | 82 | 88 | 74 | 85 | 84 |
| 7 | Pall. Reggiana   | 85 | 84 | 82 | 81 | 79 |

|   | Semifinale      | G1 | G2 | G3 | G4 | G5 |
| - | --------------- | -- | -- | -- | -- | -- |
| 2 | Mens Sana Siena | 75 | 91 | 78 | 65 | 91 |
| 7 | Virtus Roma     | 73 | 67 | 69 | 71 | 75 |

|   | Finale          | G1 | G2 | G3 | G4 | G5 | G6 | G7 |
| - | --------------- | -- | -- | -- | -- | -- | -- | -- |
| 1 | Olimpia Milano  | 74 | 79 | 68 | 68 | 68 | 74 | 74 |
| 2 | Mens Sana Siena | 61 | 65 | 85 | 75 | 72 | 72 | 67 |

##### Quarti di finale
| Arbitri: | Begnis (Crema) Vicino (Argelato) Calbucci (Pomezia) |

|                                       |            |                                                     |
| M. Haynes 22 E. Green 15 O. Hunter 13 | Punti      | 22 J. White 14 O. Siliņš 12 R. Cervi, A. Cinciarini |
| M. Haynes, J. Carter, M. Janning 4    | Assist     | 5 R. Kaukėnas                                       |
| O. Hunter 8                           | Rimbalzi   | 8 J. White                                          |
| Marco Crespi                          | Allenatori | Massimiliano Menetti                                |

| Arbitri: | Mazzoni (Grosseto) Chiari (Ponzano Veneto) Biggi (Cassina de' Pecchi) |

|                                       |            |                                    |
| E. Green 20 J. Carter 17 M. Haynes 12 | Punti      | 20 J. White 16 T. Bell 16 O.Siliņš |
| M. Haynes 6                           | Assist     | 4 J. White                         |
| S. Nelson 7                           | Rimbalzi   | 7 J. White                         |
| Marco Crespi                          | Allenatori | Massimiliano Menetti               |

| Arbitri: | Taurino (Vignola) Filippini (San Lazzaro di Savena) Lo Guzzo (Pisa) |

|                                         |            |                                                   |
| J. White 20 A. Cinciarini 18 T. Bell 12 | Punti      | 20 J. Carter 19 M. Haynes 13 M. Janning, E. Green |
| A. Cinciarini 5                         | Assist     | 2 M. Haynes, S. Nelson                            |
| J. White 8                              | Rimbalzi   | 8 S. Nelson                                       |
| Massimiliano Menetti                    | Allenatori | Marco Crespi                                      |

| Arbitri: | Cerebuch (Trieste) Weidmann (Campobasso) Biggi (Cassina de' Pecchi) |

|                                     |            |                                       |
| T. Bell 18 J. White 15 O. Siliņš 12 | Punti      | 29 M. Haynes 18 J. Carter 12 E. Green |
| A. Cinciarini 7                     | Assist     | 4 M. Haynes                           |
| T. Bell 7                           | Rimbalzi   | 8 T. Ress                             |
| Massimiliano Menetti                | Allenatori | Marco Crespi                          |

| Arbitri: | Lanzarini (Bologna) Paternicò (Piazza Armerina) Martolini (Roma) |

|                                                |            |                                             |
| M. Haynes 20 T. Ress 13 J. Carter, E. Green 10 | Punti      | 21 J. White 18 A. Cinciarini 14 R. Kaukėnas |
| M. Haynes 9                                    | Assist     | 4 A. Cinciarini                             |
| T. Ress 6                                      | Rimbalzi   | 7 J. White, A. Cinciarini                   |
| Marco Crespi                                   | Allenatori | Massimiliano Menetti                        |

##### Semifinale
| Arbitri: | Lamonica (Roseto degli Abruzzi) Vicino (Argelato) Calbucci (Pomezia) |

|                                       |            |                                     |
| M. Haynes 26 O. Hunter 10 E. Green 10 | Punti      | 18 B. Jones 15 T. Mbakwe 14 P. Goss |
| M. Haynes 6                           | Assist     | 4 P. Goss, Q. Hosley                |
| O. Hunter 9                           | Rimbalzi   | 11 T. Mbakwe                        |
| Marco Crespi                          | Allenatori | Luca Dalmonte                       |

| Arbitri: | Taurino (Vignola) Bettini (Bologna) Biggi (Cassina de' Pecchi) |

|                                         |            |                                                |
| E. Green 17 J. Viggiano 16 J. Carter 14 | Punti      | 15 J. Mayo 15 T. Mbakwe 12 Q. Hosley, J. Baron |
| M. Haynes 5                             | Assist     | 5 J. Mayo                                      |
| O. Hunter, T. Ress 6                    | Rimbalzi   | 10 T. Mbakwe                                   |
| Marco Crespi                            | Allenatori | Luca Dalmonte                                  |

| Arbitri: | Paternicò (Piazza Armerina) Mazzoni (Grosseto) Borgioni (Roma) |

|                                                |            |                                       |
| T. Mbakwe 19 P. Goss 13 B. Jones, Q. Hosley 13 | Punti      | 15 E. Green 12 M. Haynes 12 S. Nelson |
| P. Goss, Q. Hosley 4                           | Assist     | 6 M. Haynes                           |
| T. Mbakwe 18                                   | Rimbalzi   | 9 O. Hunter                           |
| Luca Dalmonte                                  | Allenatori | Marco Crespi                          |

| Arbitri: | Lanzarini (Bologna) Alessandro Vicino (Argelato) Weidmann (Campobasso) |

|                                    |            |                                                   |
| J. Baron 24 B. Jones 18 P. Goss 11 | Punti      | 23 J. Carter 14 M. Janning 8 O. Hunter, S. Nelson |
| H. Kanačević 4                     | Assist     | 6 M. Haynes                                       |
| T. Mbakwe 9                        | Rimbalzi   | 10 O. Hunter                                      |
| Luca Dalmonte                      | Allenatori | Marco Crespi                                      |

| Arbitri: | Taurino (Vignola) Sahin (Messina) Terreni (Vicenza) |

|                                         |            |                                     |
| M. Haynes 29 J. Carter 14 M. Janning 13 | Punti      | 23 P. Goss 12 T. Mbakwe 11 J. Baron |
| M. Janning 5                            | Assist     | 6 P. Goss                           |
| S. Nelson 7                             | Rimbalzi   | 11 T. Mbakwe                        |
| Marco Crespi                            | Allenatori | Luca Dalmonte                       |

##### Finale
| Arbitri: | Cerebuch (Trieste) Sabetta (Termoli) Terreni (Vicenza) |

|                                             |            |                                                      |
| C. Jerrells 26 K. Langford 11 A. Gentile 10 | Punti      | 19 O. Hunter 10 S. Nelson 6 J. Viggiano, D. Cournooh |
| N. Melli, D. Hackett, S. Samuels 3          | Assist     | 3 M. Haynes, M. Janning                              |
| S. Samuels, G. Lawal, C. Jerrells 5         | Rimbalzi   | 10 O. Hunter                                         |
| Luca Banchi                                 | Allenatori | Marco Crespi                                         |

| Arbitri: | Lamonica (Roseto degli Abruzzi) Mattioli (Pesaro) Mazzoni (Grosseto) |

|                                            |            |                                                |
| S. Samuels 20 A. Gentile 18 K. Langford 10 | Punti      | 12 M. Haynes 10 M. Janning 8 T. Ress, E. Green |
| K. Langford 4                              | Assist     | 2 M. Haynes                                    |
| S. Samuels 15                              | Rimbalzi   | 8 S. Nelson                                    |
| Luca Banchi                                | Allenatori | Marco Crespi                                   |

| Arbitri: | Paternicò (Piazza Armerina) Vicino (Argelato) Baldini (Firenze) |

|                                         |            |                                            |
| O. Hunter 25 M. Haynes 23 M. Janning 23 | Punti      | 14 D. Hackett 12 K. Langford 12 S. Samuels |
| M. Janning 4                            | Assist     | 2 K. Langford                              |
| O. Hunter 10                            | Rimbalzi   | 6 S. Samuels, G. Lawal                     |
| Marco Crespi                            | Allenatori | Luca Banchi                                |

| Arbitri: | Lanzarini (Bologna) Chiari (Ponzano Veneto) Biggi (Cassina de' Pecchi) |

|                                                     |            |                                             |
| M. Janning 20 J. Viggiano 10 O. Hunter, S. Nelson 9 | Punti      | 20 K. Langford 13 S. Samuels 12 C. Jerrells |
| M. Haynes, M. Janning 6                             | Assist     | 4 K. Langford                               |
| O. Hunter, M. Janning 6                             | Rimbalzi   | 8 S. Samuels                                |
| Marco Crespi                                        | Allenatori | Luca Banchi                                 |

| Arbitri: | Begnis (Crema) Sahin (Messina) Seghetti (Livorno) |

|                                                                                      |            |                                                   |
| K. Langford 14 C. Jerrells 13 A. Gentile, D. Hackett 11                              | Punti      | 18 O. Hunter 14 J. Carter 10 M. Haynes, S. Nelson |
| K. Langford, S. Samuels 2                                                            | Assist     | 4 M. Haynes, M. Janning                           |
| A. Gentile, B. Cerella, D. Hackett, K. Langford, S. Samuels, G. Lawal, C. Jerrells 4 | Rimbalzi   | 7 O. Hunter                                       |
| Luca Banchi                                                                          | Allenatori | Marco Crespi                                      |

| Arbitri: | Taurino (Vignola) Martollini (Roma) Bettini (Bologna) |

|                                        |            |                                          |
| M. Haynes 22 J. Carter 19 O. Hunter 18 | Punti      | 23 A. Gentile 13 K. Langford 10 G. Lawal |
| S. Nelson 5                            | Assist     | 4 C. Jerrells                            |
| O. Hunter 8                            | Rimbalzi   | 9 G. Lawal                               |
| Marco Crespi                           | Allenatori | Luca Banchi                              |

| Arbitri: | Lanzarini (Bologna) Paternicò (Piazza Armerina) Lamonica (Roseto degli Abruzzi) |

|                                         |            |                                       |
| A. Gentile 18 N. Melli 11 K. Langford 9 | Punti      | 15 E. Green 14 M. Haynes 13 J. Carter |
| D. Hackett, D. Moss 3                   | Assist     | 4 M. Haynes                           |
| N. Melli 13                             | Rimbalzi   | 10 O. Hunter                          |
| Luca Banchi                             | Allenatori | Marco Crespi                          |

### Eurolega
Per la Mens Sana si tratta della 11ª partecipazione alla Eurolega. Il sorteggio per la composizione dei gironi di Eurolega si è svolto a Barcellona il 4 luglio. La prima fase della competizione si è svolta dal 16 ottobre al 20 dicembre e la Mens Sana è stata sorteggiata nel Gruppo C così composto:
- Olympiakos
- Mens Sana Siena
- Málaga

- Galatasaray
- Zielona Góra
- Bayern Monaco

Le prime quattro classificate accedono alla seconda fase: le Top 16, mentre le compagini eliminate accedono alla seconda fase dell'Eurocup: le Last 32.

La Mens Sana si è classificata al 5º posto venendo così retrocessa in Eurocup.

#### Regular Season
|    | Classifica Gruppo C | P.ti | G  | V  | P | PF  | PS  | DP  |
| -- | ------------------- | ---- | -- | -- | - | --- | --- | --- |
| 1. | Olympiakos          | 20   | 10 | 10 | 0 | 812 | 734 | +78 |
| 2. | Galatasaray         | 12   | 10 | 6  | 4 | 700 | 725 | -25 |
| 3. | Málaga              | 10   | 10 | 5  | 5 | 756 | 712 | +44 |
| 4. | Bayern Monaco       | 8    | 10 | 4  | 6 | 818 | 791 | +27 |
| 5. | Mens Sana Siena     | 6    | 10 | 3  | 7 | 674 | 706 | -32 |
| 6. | Zielona Góra        | 4    | 10 | 2  | 8 | 707 | 799 | -92 |

| Risultati       | OLY     | MSB   | MAL   | GSK   | ZIE    | BAY   |
| --------------- | ------- | ----- | ----- | ----- | ------ | ----- |
| Olympiakos      |         | 79-73 | 69-61 | 72-54 | 79-77  | 88-83 |
| Mens Sana Siena | 62-70   |       | 62-64 | 75-84 | 60-59  | 71-62 |
| Málaga          | 74-82   | 73-75 |       | 84-57 | 101-68 | 77-72 |
| Galatasaray     | 67-78   | 54-52 | 78-70 |       | 76-57  | 84-74 |
| Zielona Góra    | 80-91   | 73-65 | 67-84 | 75-78 |        | 73-94 |
| Bayern Monaco   | 103-105 | 89-79 | 82-68 | 88-68 | 71-78  |       |

| Arbitri: | Juan Carlos Arteaga Jakub Zamojski Serhij Zaščuk |

|                                          |            |                                       |
| D. Hackett 26 E. Green 14 J. Viggiano 10 | Punti      | 21 C. Arroyo 18 J. Gordon 15 Z. Erceg |
| D. Hackett 3                             | Assist     | 2 M. Mačvan, C. Arroyo, E. Dudley     |
| S. Nelson 8                              | Rimbalzi   | 11 Z. Erceg                           |
| Marco Crespi                             | Allenatori | Ergin Ataman                          |

| Arbitri: | Juan Carlos García González Petar Obradović Aare Halliko |

|                                          |            |                                            |
| M. Delaney 20 J. Bryant 15 N. Đedović 14 | Punti      | 14 J. Carter 13 T. Rochestie 12 K. English |
| H. Schaffartzik, N. Đedović 5            | Assist     | 6 D. Hackett                               |
| J. Bryant 11                             | Rimbalzi   | 6 B. Ortner, D. Hackett                    |
| Svetislav Pešić                          | Allenatori | Marco Crespi                               |

| Arbitri: | Fernando Rocha Ingus Baumanis Benjamín Jiménez |

|                                              |            |                                            |
| Ł. Koszarek 15 C. Eyenga 13 V. Dragičević 12 | Punti      | 16 J. Carter 12 D. Hackett 11 T. Rochestie |
| Ł. Koszarek 5                                | Assist     | 6 D. Hackett                               |
| C. Eyenga 9                                  | Rimbalzi   | 7 O. Hunter, D. Hackett                    |
| Mihailo Uvalin                               | Allenatori | Marco Crespi                               |

| Arbitri: | Emilio Pérez Pizarro Oļegs Latiševs Luís Lopes |

|                                                       |            |                                                    |
| T. Rochestie 13 K. English 13 O. Hunter, D. Hackett 6 | Punti      | 9 B. Dunston 9 V. Spanoulīs 9 M. Begić, M. Lojeski |
| D. Hackett 6                                          | Assist     | 5 V. Spanoulīs                                     |
| O. Hunter 6                                           | Rimbalzi   | 7 B. Dunston                                       |
| Marco Crespi                                          | Allenatori | Giōrgos Mpartzōkas                                 |

| Arbitri: | lija Belošević Elias Koromilas Nicola Maestre |

|                                      |            |                                 |
| Caner-Medley 18 Dragić 16 Granger 15 | Punti      | 20 Green 19 Hackett 12 Viggiano |
| Suárez 7                             | Assist     | 7 Hackett                       |
| Vázquez, Caner-Medley 6              | Rimbalzi   | 8 Hunter                        |
| Joan Plaza                           | Allenatori | Marco Crespi                    |

| Arbitri: | Christos Christodoulou Milivoje Jovčić Tomasz Trawicki |

|                                  |            |                              |
| Mensah-Bonsu 16 Güler 12 Erceg 8 | Punti      | 16 Hackett 8 Carter 8 Ortner |
| Arroyo 5                         | Assist     | 4 Hackett                    |
| Mensah-Bonsu 16                  | Rimbalzi   | 13 Hunter                    |
| Ergin Ataman                     | Allenatori | Marco Crespi                 |

| Arbitri: | José Martín Damir Javor Petros Papapetrou |

|                               |            |                                 |
| Hackett 15 Nelson 14 Green 10 | Punti      | 13 Delaney 12 Bryant 10 Đedović |
| Hackett 10                    | Assist     | 5 Schaffartzik                  |
| Ortner, Nelson 5              | Rimbalzi   | 7 Thompson                      |
| Marco Crespi                  | Allenatori | Svetislav Pešić                 |

| Arbitri: | Juan Carlos García González Francisco Araña Omer Esteron |

|                                        |            |                                                                |
| E. Green 13 D. Hackett 12 J. Carter 10 | Punti      | 20 V. Dragičević 16 C. Eyenga 5 A. Cel, K. Chanas, C. Brackins |
| D. Hackett 4                           | Assist     | 5 P. Zamojski                                                  |
| S. Nelson 10                           | Rimbalzi   | 8 C. Eyenga                                                    |
| Marco Crespi                           | Allenatori | Mihailo Uvalin                                                 |

| Arbitri: | Recep Ankaralı Dani Hierrezuelo Jakub Zamojski |

|                                                 |            |                                      |
| S. Perperoglou 18 V. Spanoulīs 16 M. Lojeski 10 | Punti      | 28 E. Green 10 J. Carter 10 T. Ress  |
| K. Sloukas 7                                    | Assist     | 2 O. Hunter, T. Rochestie, J. Carter |
| B. Dunston 8                                    | Rimbalzi   | 10 O. Hunter                         |
| Giōrgos Mpartzōkas                              | Allenatori | Marco Crespi                         |

| Arbitri: | Borys Ryžyk Sreten Radović Spiros Gkontas |

|                                       |            |                                                 |
| O. Hunter 14 J. Carter 14 E. Green 12 | Punti      | 20 N. Caner-Medley 13 E. Calloway 13 J. Granger |
| D. Hackett 6                          | Assist     | 4 E. Calloway                                   |
| J. Viggiano, O. Hunter 5              | Rimbalzi   | 6 J. Granger, N. Caner-Medley                   |
| Marco Crespi                          | Allenatori | Joan Plaza                                      |

### Eurocup
La Mens Sana, proveniente dall'Eurolega, accede alla seconda fase della competizione che è iniziata il 7 gennaio e terminata il 19 febbraio. La compagine toscana è stata inserita nel Girone K composto da:
- Mens Sana Siena
- Chimki

- Maccabi Haifa
- ČEZ Nymburk

Le prime due classificate si qualificano agli Ottavi di finale.

La Mens Sana si è classificata al 3º posto venendo eliminata dalla competizione.

#### Last 32
|    | Classifica Gruppo K | P.ti | G | V | P | PF  | PS  | DP   |
| -- | ------------------- | ---- | - | - | - | --- | --- | ---- |
| 1. | Chimki              | 12   | 6 | 6 | 0 | 525 | 421 | +104 |
| 2. | ČEZ Nymburk         | 4    | 6 | 2 | 4 | 470 | 486 | -16  |
| 3. | Mens Sana Siena     | 4    | 6 | 2 | 4 | 461 | 481 | -20  |
| 4. | Maccabi Haifa       | 4    | 6 | 2 | 4 | 406 | 474 | -68  |

| Risultati       | MSB   | CHI   | HAI   | ČEZ    |
| --------------- | ----- | ----- | ----- | ------ |
| Mens Sana Siena |       | 69-75 | 92-73 | 86-84  |
| Chimki          | 85-73 |       | 85-48 | 106-85 |
| Maccabi Haifa   | 86-66 | 66-86 |       | 80-75  |
| ČEZ Nymburk     | 78-75 | 80-86 | 68-53 |        |

| Arbitri: | Juan Carlos Arteaga Panagiotis Anastopoulos Benjamín Jiménez |

|                                       |            |                                           |
| J. Carter 17 M. Haynes 15 E. Green 14 | Punti      | 19 J. Augustine 12 P. Koponen 12 M. Green |
| M. Haynes 4                           | Assist     | 7 M. Green                                |
| O. Hunter, J. Carter 5                | Rimbalzi   | 15 J. Augustine                           |
| Marco Crespi                          | Allenatori | Rimas Kurtinaitis                         |

| Arbitri: | Srđan Dožai Nicola Maestre Mario Majkić |

|                                     |            |                                                     |
| D. Page 22 R. Rančík 20 P. Benda 12 | Punti      | 14 M. Haynes 12 J. Viggiano 11 O. Hunter, S. Nelson |
| T. Simmons 5                        | Assist     | 4 S. Nelson                                         |
| R. Mahalbasić 8                     | Rimbalzi   | 9 S. Nelson                                         |
| Kęstutis Kemzūra                    | Allenatori | Marco Crespi                                        |

| Arbitri: | Andrej Jeršan Eddie Viator Milija Vojinović |

|                                     |            |                                      |
| D. Smith 24 M. Roth 21 B. Randle 16 | Punti      | 17 O. Hunter 11 M. Haynes 7 E. Green |
| D. Smith, M. Roth 6                 | Assist     | 5 M. Haynes, S. Nelson               |
| D. Smith 6                          | Rimbalzi   | 8 S. Nelson                          |
| Danny Franco                        | Allenatori | Marco Crespi                         |

| Arbitri: | Sreten Radović Francisco Araña Régis Bardera |

|                                         |            |                                     |
| M. Janning 34 J. Carter 17 M. Haynes 14 | Punti      | 18 M. Roth 15 B. Randle 14 D. Smith |
| M. Haynes 6                             | Assist     | 3 D. Smith, M. Roth, B. Randle      |
| M. Janning, T. Ress 5                   | Rimbalzi   | 8 B. Randle                         |
| Marco Crespi                            | Allenatori | Danny Franco                        |

| Arbitri: | Matej Boltauzer Serhij Čebyšev Sašo Petek |

|                                                      |            |                                        |
| J. Augustine 18 M. Popović 13 K. Lončar, S. Monja 12 | Punti      | 18 S. Nelson 10 M. Haynes 10 J. Carter |
| M. Popović 9                                         | Assist     | 4 J. Carter, E. Green                  |
| J. Augustine 8                                       | Rimbalzi   | 7 S. Nelson                            |
| Rimas Kurtinaitis                                    | Allenatori | Marco Crespi                           |

| Arbitri: | Miguel Pérez Pérez Igor Dragojević Miloš Koljenšić |

|                                       |            |                                          |
| E. Green 24 S. Nelson 15 B. Ortner 12 | Punti      | 20 R. Rančík 15 R. Mahalbasić 13 D. Page |
| M. Haynes 7                           | Assist     | 4 T. Simmons                             |
| B. Ortner, S. Nelson 5                | Rimbalzi   | 6 R. Rančík                              |
| Marco Crespi                          | Allenatori | Kęstutis Kemzūra                         |

### Coppa Italia
Grazie al quarto posto in classifica ottenuto al termine del girone d'andata la Mens Sana ha ottenuto il diritto a partecipare alle Final Eight di Coppa Italia che si è tenuta dal 7 al 9 febbraio al Mediolanum Forum di Assago e che ha visto vittoriosa per la prima volta la Dinamo Sassari.
|   | Squadra         | Risultato |
| - | --------------- | --------- |
| 4 | Mens Sana Siena | 76        |
| 5 | Virtus Roma     | 67        |

|   | Squadra         | Risultato |
| - | --------------- | --------- |
| 1 | N.B. Brindisi   | 80        |
| 4 | Mens Sana Siena | 89        |

|   | Squadra         | Risultato |
| - | --------------- | --------- |
| 4 | Mens Sana Siena | 73        |
| 6 | Dinamo Sassari  | 80        |

| Arbitri: | Cerebuch (Trieste) Sabetta (Termoli) Vicino (Argelato) |

| |            | |
| E. Green 19 M. Haynes 18 O. Hunter 10                                                                                                 | Punti      | 22 Q. Hosley 16 J. Baron 9 P. Goss, T. Mbakwe                                                                               |
| S. Nelson 8 | Assist     | 5 P. Goss |
| B. Ortner 10 | Rimbalzi   | 8 T. Mbakwe |
| 8 Haynes· 11 Carter· 16 Ortner· 17 Nelson· 32 E. Green 4 Viggiano· 6 Hunter· 7 Cournooh· 12 Janning· 14 Ress· 22 Udom· 24 Cappelletti | Formazioni | 5 Goss· 6 Jones· 10 D'Ercole· 14 Hosley· 32 Mbakwe 8 Tonolli· 9 Righetti· 16 Finamore· 20 Baron· 23 Szewczyk· 24 Moraschini |
| Marco Crespi | Allenatori | Luca Dalmonte |

| Arbitri: | Lamonica (Roseto degli Abruzzi) Sabetta (Termoli) Bartoli (Trieste) |

| |            | |
| J. Dyson 30 M. Todić 17 M. Snaer 11                                                                                             | Punti      | 16 M. Haynes 15 J. Carter 14 E. Green                                                                                                 |
| J. Dyson 4 | Assist     | 5 S. Nelson |
| D. James, M. Todić 4 | Rimbalzi   | 8 S. Nelson |
| 5 James· 11 Dyson· 12 Lewis· 13 Chiotti· 21 Snaer 6 Todić· 8 Morciano· 9 Formenti· 14 Jurtom· 19 Zerini· 33 Leggio· 42 Campbell | Formazioni | 8 Haynes· 11 Carter· 16 Ortner· 17 Nelson· 32 E. Green 4 Viggiano· 6 Hunter· 7 Cournooh· 12 Janning· 14 Ress· 22 Udom· 24 Cappelletti |
| Piero Bucchi | Allenatori | Marco Crespi |

| Arbitri: | Mattioli (Pesaro) Paternicò (Piazza Armerina) Martolini (Roma) |

| |            | |
| E. Green 22 B. Ortner 17 J. Carter 16                                                                                                 | Punti      | 18 C. Green 17 T. Diener 14 D. Diener                                                                                                  |
| M. Haynes 9 | Assist     | 7 M. Green |
| B. Ortner 13 | Rimbalzi   | 7 C. Green, T. Diener |
| 8 Haynes· 11 Carter· 16 Ortner· 17 Nelson· 32 E. Green 4 Viggiano· 6 Hunter· 7 Cournooh· 12 Janning· 14 Ress· 22 Udom· 24 Cappelletti | Formazioni | 6 C. Green· 12 T. Diener· 16 D. Diener· 32 Tessitori· 33 Thomas 4 M. Green· 8 Devecchi· 10 Chessa· 11 Gordon· 14 Sacchetti· 18 Vanuzzo |
| Marco Crespi | Allenatori | Meo Sacchetti |

### Supercoppa italiana
La Supercoppa italiana si è svolta l'8 ottobre 2013 al PalaEstra di Siena ed ha visto la vittoria, per la settima volta, della Mens Sana Siena.
| Arbitri: | Filippini (San Lazzaro di Savena) Lo Guzzo (Pisa) Baldini (Firenze) |

| |            | |
| J. Carter 18 T. Ress 14 D. Hackett, E. Green 14                                                                                           | Punti      | 23 A. Coleman 17 A. Polonara 11 F. Hassell                                                                                         |
| D. Hackett 10 | Assist     | 2 K. Clark, F. Hassell |
| D. Hackett 6 | Rimbalzi   | 7 A. Coleman, A. Polonara |
| 11 Carter· 16 Ortner· 17 Spencer· 23 Hackett· 32 E. Green 4 Viggiano· 6 O. Hunter· 7 Cournooh· 10 Rochestie· 14 Ress· 22 Udom· 24 English | Formazioni | 6 Coleman· 8 Clark· 21 Hassell· 25 Ebi· 33 Polonara 4 Scekić· 5 Šakota· 7 Rush· 10 De Niccolao· 13 Ambrosini· 14 Balanzoni· 17 Mei |
| Marco Crespi | Allenatori | Fabrizio Frates |

| Supercoppa italiana 2013             |
| ------------------------------------ |
| Mens Sana Siena 7º titolo (revocato) |

## Statistiche

### Statistiche di squadra
| Competizione              | Punti | In casa | In casa | In casa | In casa | In casa | In trasferta | In trasferta | In trasferta | In trasferta | In trasferta | Totale | Totale | Totale | Totale | Totale | Totale |
| Competizione              | Punti | G       | V       | P       | PF      | PS      | G            | V            | P            | PF           | PS           | G      | V      | P      | PF     | PS     | DIF    |
| ------------------------- | ----- | ------- | ------- | ------- | ------- | ------- | ------------ | ------------ | ------------ | ------------ | ------------ | ------ | ------ | ------ | ------ | ------ | ------ |
| Serie A                   | 40    | 15      | 13      | 2       | 1.201   | 1.056   | 15           | 7            | 8            | 1.107        | 1.058        | 30     | 20     | 10     | 2.308  | 2.114  | +194   |
| Play-off                  | -     | 9       | 7       | 2       | 743     | 673     | 8            | 4            | 4            | 591          | 574          | 17     | 11     | 6      | 1.334  | 1.247  | +87    |
| Totale Serie A            | -     | 24      | 20      | 4       | 1.944   | 1.729   | 23           | 11           | 12           | 1.698        | 1.632        | 47     | 31     | 16     | 3.642  | 3.361  | +281   |
| Eurolega - Regular Season | 6     | 5       | 2       | 3       | 330     | 339     | 5            | 1            | 4            | 344          | 367          | 10     | 3      | 7      | 674    | 706    | -32    |
| Eurocup - Last 32         | 4     | 3       | 2       | 1       | 247     | 232     | 3            | 0            | 3            | 214          | 249          | 6      | 2      | 4      | 461    | 481    | -20    |
| Totale Coppe europee      | -     | 8       | 4       | 4       | 577     | 571     | 8            | 1            | 7            | 558          | 616          | 16     | 5      | 11     | 1.135  | 1.187  | -52    |
| Coppa Italia              | -     | -       | -       | -       | -       | -       | -            | -            | -            | -            | -            | 3      | 2      | 1      | 319    | 293    | +26    |
| Supercoppa italiana       | -     | -       | -       | -       | -       | -       | -            | -            | -            | -            | -            | 1      | 1      | 0      | 81     | 66     | +15    |
| Totale                    | -     | 32      | 24      | 8       | 2.521   | 2.300   | 31           | 12           | 19           | 2.256        | 2.248        | 67     | 39     | 28     | 5.177  | 4.907  | +270   |

### Statistiche dei giocatori
| Giocatore      | Serie A | Serie A | Serie A | Serie A | Eurolega + Eurocup | Eurolega + Eurocup | Eurolega + Eurocup | Eurolega + Eurocup | Coppa Italia | Coppa Italia | Coppa Italia | Coppa Italia | Supercoppa | Supercoppa | Supercoppa | Supercoppa | Totale | Totale | Totale | Totale |
| Giocatore      | PG      | PTI     | AST     | RIM     | PG                 | PTI                | AST                | RIM                | PG           | PTI          | AST          | RIM          | PG         | PTI        | AST        | RIM        | PG     | PTI    | AST    | RIM    |
| -------------- | ------- | ------- | ------- | ------- | ------------------ | ------------------ | ------------------ | ------------------ | ------------ | ------------ | ------------ | ------------ | ---------- | ---------- | ---------- | ---------- | ------ | ------ | ------ | ------ |
| F. Batori      | 0       | 0       | 0       | 0       | -                  | -                  | -                  | -                  | -            | -            | -            | -            | -          | -          | -          | -          | 0      | 0      | 0      | 0      |
| L. Bucarelli   | 0       | 0       | 0       | 0       | -                  | -                  | -                  | -                  | -            | -            | -            | -            | -          | -          | -          | -          | 0      | 0      | 0      | 0      |
| A. Cappelletti | 3       | 4       | 0       | 0       | 0+0                | 0+0                | 0+0                | 0+0                | 0            | 0            | 0            | 0            | -          | -          | -          | -          | 3      | 4      | 0      | 0      |
| J. Carter      | 46      | 498     | 63      | 146     | 10+6               | 92+66              | 15+7               | 32+15              | 3            | 35           | 2            | 10           | 1          | 18         | 1          | 4          | 66     | 709    | 88     | 207    |
| A. Cometti     | 0       | 0       | 0       | 0       | -                  | -                  | -                  | -                  | -            | -            | -            | -            | -          | -          | -          | -          | 0      | 0      | 0      | 0      |
| D. Cournooh    | 42      | 166     | 27      | 58      | 8+6                | 17+17              | 2+9                | 6+5                | 3            | 2            | 2            | 3            | 1          | 0          | 0          | 0          | 60     | 202    | 40     | 72     |
| A. Del Cucina  | 0       | 0       | 0       | 0       | -                  | -                  | -                  | -                  | -            | -            | -            | -            | -          | -          | -          | -          | 0      | 0      | 0      | 0      |
| K. English     | 5       | 43      | 7       | 15      | 4+/                | 30+/               | 3+/                | 9+/                | -            | -            | -            | -            | 1          | 3          | 0          | 0          | 10     | 76     | 10     | 24     |
| E. Green       | 45      | 487     | 51      | 66      | 10+6               | 111+67             | 10+11              | 17+12              | 3            | 55           | 2            | 8            | 1          | 14         | 0          | 4          | 65     | 734    | 74     | 107    |
| D. Hackett     | 9       | 129     | 50      | 47      | 9+/                | 120+/              | 52+/               | 38+/               | -            | -            | -            | -            | 1          | 14         | 10         | 6          | 19     | 263    | 112    | 91     |
| M. Haynes      | 34      | 496     | 144     | 73      | /+6                | /+72               | /+28               | /+16               | 3            | 38           | 15           | 9            | -          | -          | -          | -          | 43     | 606    | 187    | 98     |
| O. Hunter      | 42      | 406     | 29      | 286     | 10+6               | 63+48              | 5+3                | 67+26              | 3            | 23           | 1            | 15           | 1          | 4          | 0          | 5          | 62     | 544    | 38     | 399    |
| M. Janning     | 32      | 276     | 75      | 99      | /+5                | /+48               | /+2                | /+17               | 3            | 17           | 4            | 3            | -          | -          | -          | -          | 40     | 341    | 81     | 119    |
| J. Löfberg     | 0       | 0       | 0       | 0       | -                  | -                  | -                  | -                  | -            | -            | -            | -            | -          | -          | -          | -          | 0      | 0      | 0      | 0      |
| L. Marini      | 0       | 0       | 0       | 0       | -                  | -                  | -                  | -                  | -            | -            | -            | -            | -          | -          | -          | -          | 0      | 0      | 0      | 0      |
| F. Nasello     | 1       | 0       | 0       | 0       | -                  | -                  | -                  | -                  | -            | -            | -            | -            | -          | -          | -          | -          | 1      | 0      | 0      | 0      |
| S. Nelson      | 42      | 266     | 62      | 184     | 5+6                | 33+50              | 3+15               | 34+33              | 3            | 14           | 15           | 17           | 1          | 6          | 0          | 5          | 57     | 369    | 95     | 273    |
| B. Ortner      | 47      | 200     | 27      | 171     | 10+6               | 36+41              | 5+5                | 23+16              | 3            | 34           | 4            | 29           | 1          | 4          | 0          | 2          | 67     | 315    | 41     | 241    |
| T. Ress        | 47      | 251     | 30      | 158     | 10+6               | 42+17              | 8+4                | 29+14              | 3            | 6            | 4            | 10           | 1          | 14         | 1          | 2          | 67     | 330    | 47     | 213    |
| T. Rochestie   | 13      | 92      | 39      | 21      | 10+/               | 65+/               | 17+/               | 15+/               | -            | -            | -            | -            | 1          | 0          | 1          | 0          | 24     | 157    | 57     | 36     |
| M. Udom        | 11      | 7       | 0       | 5       | 0+4                | 0+4                | 0+1                | 0+7                | 1            | 0            | 0            | 0            | 1          | 0          | 0          | 0          | 17     | 11     | 1      | 12     |
| J. Viggiano    | 47      | 297     | 28      | 109     | 10+6               | 65+31              | 12+2               | 26+14              | 3            | 14           | 2            | 8            | 1          | 4          | 1          | 4          | 67     | 411    | 45     | 161    |